# أندرورلد
أندورلد (بالإنجليزية: Underworld)‏ هي مجموعة موسيقية إلكترونية بريطانية تشكلت في عام 1980 بمدينة كارديف، ويلز، وتضم كل من العضوين الرئيسيين كارل هايد وريك سميث. انتسب في السابق عدة أعضاء بارزين أمثال دارين إمرسون، من 1991 إلى 1999، ودارين برايس، في الفترة الممتدة بين 2005–2016.

## روابط خارجية
- أندرورلد على موقع IMDb (الإنجليزية)
- أندرورلد على موقع ميوزك برينز (الإنجليزية)
- أندرورلد على موقع ميوزك برينز (الإنجليزية)
- أندرورلد على موقع رولينغ ستون (الإنجليزية)
- أندرورلد على موقع أول ميوزيك (الإنجليزية)
- أندرورلد على موقع أول ميوزيك (الإنجليزية)
- أندرورلد على موقع ديسكوغز (الإنجليزية)
- أندرورلد على موقع ديسكوغز (الإنجليزية)